# Kajetan Broniewski
Kajetan Tomasz Broniewski (født 6. marts 1963 i Zabrze, Polen) en en polsk tidligere roer.
Broniewski vandt bronze i singlesculler ved OL 1992 i Barcelona, i et løb hvor Thomas Lange fra Tyskland og tjekkoslovakiske Václav Chalupa vandt henholdsvis guld og sølv. Han deltog også i disciplinen ved OL 1988 i Seoul, mens han stillede op i dobbeltsculler ved OL 1996 i Atlanta.
Broniewski vandt desuden én medalje ved VM, en bronzemedalje i singlesculler ved VM 1991 i Wien.

## Resultater

### OL-medaljer
- 1992:  Bronze i singlesculler

### VM-medaljer
- VM i roning 1991:  Bronze i singlesculler